# Моргунов Микола Семенович
Микола Семенович Моргунов (18 травня 1895, Московська губернія, тепер Московська область, Російська Федерація — грудень 1975, місто Москва, Російська Федерація) — радянський партійний діяч, уповноважений Комісії радянського контролю при РНК СРСР по Татарській АРСР, Орджонікідзевському краю, Дагестанській АРСР, Кабардино-Балкарській АРСР, Північно-Осетинській АРСР, Чечено-Інгуській АРСР, член ВЦВК. Член Комісії радянського контролю при РНК СРСР у 1934—1938 роках.

## Біографія
Народився в родині міщан Московської губернії (за іншими даними — в родині робітника в Москві). Закінчив трикласну церковноприходську школу.
У 1906—1911 роках — слюсар на заводах Москви і Московської губернії. З квітня 1911 по лютий 1913 року — слюсар на цегельному заводі в місті Андіжані. З травня 1913 по травень 1915 року — слюсар, конторник конвертної фабрики братів Шарапових у Москві.
З червня по серпень 1915 року — рядовий 77-го запасного батальйону російської армії в місті Тулі. У серпні 1915 — квітні 1918 року — молодший майстровий зброярні 170-го Молодечненського піхотного полку російської армії.
З травня 1918 року — організатор Червоної армії в Рогозько-Симоновському районі Москви, керівник частини фінансового відділу Народного комісаріату по військових і морських справах РРФСР; член бюро, секретар партійного осередку, член Пресненської районної ради міста Москви; уповноважений із витрачання і звітності коштів грошового фонду по боротьбі із контрреволюцією в Москві.
Член РКП(б) з липня 1918 року.
У вересні 1918 року потрапив у автомобільну катастрофу, дістав важку контузію голови, довго лікувався.
У грудні 1918 — серпні 1919 року — заступник начальника фінансового відділу Революційної військової ради республіки (РВРР). У 1919 році — уповноважений РВРР із фінансових питань на Південному фронті, представник Народного комісаріату по військових і морських справах РРФСР на Самаро-Златоустівській залізниці.
З січня 1920 року — головний полковий казначей Туркестанського фронту, уповноважений РВРР із фінансових питань на Туркестанському фронті, військовий комісар робітничо-селянської інспекції Туркестанського фронту і Заволзького військового округу.
З вересня по грудень 1920 року — уповноважений РВРР і Народного комісаріату фінансів РРФСР, начальник Воєнно-фінансового управління при головнокомандувачі збройних сил республіки по Сибіру в місті Омську.
У січні — вересні 1921 року — помічник начальника, заступник начальника Головного воєнно-фінансового управління Московського військового округу.
У жовтні 1921 — травні 1922 року — заступник начальника Бюро із обслуговування іноземців Народного комісаріату закордонних справ РРФСР у Москві.
З травня по липень 1922 року — директор Московської голкової фабрики, старший інспектор правління Московського акціонерного товариства торгівлі «Мосторг».
У вересні 1922 — липні 1923 року — керуючий Східної губернської контори правління «Мосторгу» в місті Самарі.
У липні 1923 — липні 1927 року — завідувач іногороднього відділу і член правління, заступник голови правління Московського акціонерного товариства торгівлі «Мосторг». Одночасно з 1924 року працював пропагандистом і агітатором у Москві, закінчив марксистський гурток при осередку Московської ради народного господарства.
У липні 1927 — квітні 1929 року — голова правління Московського акціонерного товариства «М'ясо», член президії Московської спілки споживчих товариств.
З 1929 року — слухач заочних відділень Промислової академії імені Кагановича та Планової академії імені Молотова в Москві.
У травні 1929 — липні 1930 року — голова «Мосторгу», член виконавчого комітету Московської губернської ради, заступник голови Всесоюзної ради торгівлі, уповноважений Московського комітету ВКП(б) і Московської контрольної комісії по Рязанському округу. У 1930 році — заступник голови Московської обласної ради народного господарства, член виконавчого комітету Московської обласної ради.
У липні 1930 — травні 1931 року — заступник керуючого тресту «Москвовугілля» в місті Тулі.
У травні 1931 — січні 1932 року — голова Нижньо-Волзької крайової спілки споживчих товариств.
У січні 1932 — березні 1934 року — член президії Центроспілки, завідувач сектора торгової політики і товарообігу, директор-розпорядник Центроспілки по товарах широкого вжитку, начальник Управління промтоварів.
У березні 1934 — березні 1935 року — член групи торгівлі, харчової промисловості, кооперації та постачання Комісії радянського контролю при РНК СРСР.
У березні — квітні 1935 року — т.в.о. уповноваженого, в квітні 1935 — квітні 1937 року — уповноважений Комісії радянського контролю при РНК СРСР по Татарській АРСР.
У 1937 році закінчив чотири курси Московського заочного планового інституту імені Молотова.
У травні 1937 — 25 лютого 1938 року — уповноважений Комісії радянського контролю при РНК СРСР по Орджонікідзевському краю, Дагестанській АРСР, Кабардино-Балкарській АРСР, Північно-Осетинській АРСР, Чечено-Інгуській АРСР у П'ятигорську та Ворошиловську. Одночасно, в червні 1937 року — т.в.о. керівника сільськогосподарської групи Комісії радянського контролю при РНК СРСР.
25 лютого 1938 року знятий із посади, виведений із складу Комісії радянського контролю при РНК СРСР.
У квітні 1938 — лютому 1939 року — старший інспектор Московської обласної контори Держбанку.
7 червня 1938 року виключений із складу ВКП(б), але 10 лютого 1939 року поновлений в членах партії.
У лютому — жовтні 1939 року — заступник керуючого лісозаготівної контори Народного комісаріату текстильної промисловості СРСР.
У жовтні 1939 — листопаді 1940 року — учений секретар техніко-експертної ради Державного науково-дослідного і проєктного інституту сплавів і обробки кольорових металів «Діпрокольорметалообробка» Народного комісаріату кольорової металургії СРСР.
У грудні 1940 — травні 1943 року — начальник сектора досліджень і економічного відділу Народного комісаріату харчової промисловості РРФСР.
У травні 1943 — травні 1944 року — заступник начальника Управління фінансування культури Народного комісаріату фінансів РРФСР.
У травні 1944 — червні 1949 року — керуючий тресту «Техліснасінкультура» Народного комісаріату (Міністерства) лісової промисловості СРСР.
У 1947 році закінчив заочно Вищу партійну школу при ЦК ВКП(б).
У липні 1949 — липні 1954 року — заступник відповідального редактора журналу «Лесное хозяйство» Міністерства лісового господарства СРСР. З квітня 1951 року — персональний пенсіонер республіканського значення.
З липня 1954 по квітень 1955 року — заступник директора, з квітня 1955 по жовтень 1957 року — старший екскурсовод павільйону «Лісове господарство» Всесоюзної сільськогосподарської виставки.
З жовтня 1957 року — на пенсії в Москві.
Помер у грудні 1975 року в Москві.